# Железничка возила
Железничка возила су возила која се крећу по железничкој прузи. Пројектована су да вуку или их вуку друга вучна возила (у ову врсту возила не спада трамвај). Железничка возила намењена су превозу путника, роба (терета) или за потребе железнице. Ова возила се обично повезују у ланац више вучених возила. Тада ту групу називамо воз. Прва железничка пруга грађена је у Енглеској. Била је дугачка 19 километара и повезивала је центар Дарлингтон са пристаништем Стоктон на реци Темзи. Та пруга грађена је 4 године, а њеном изградњом руководио је велики градитељ и творац железнице Џорџ Стивенсон. Такође, он је основао и прву фабрику парних локомотива у Њукастлу. Први воз на прузи био је његов „производ“ и кретао се просечном брзином 9 километара на час и превозио је путнике у правцу Манчестер - Ливерпул.
Према основној подели железничка возила деле се на:
- локомотиве (вучна возила)
- кола (вучена возила)
- возила за потребе железнице

Локомотиве се деле на: 
- парне
- дизел
- електричне
- турбо...

Кола се деле на:
- путничка
- теретна
- кола за посебне намене